# Rolf Nevanlinna
Rolf Herman Nevanlinna (ur. 22 października 1895 w Joensuu – zm. 28 maja 1980 w Helsinkach) – matematyk fiński.

## Życiorys
W latach 1913–1919 studiował matematykę w Helsinkach uzyskując doktorat. Następnie pracował jako zwykły nauczyciel. Dopiero w 1922 roku zaproponowano mu podjęcie wykładów uniwersyteckich. Do końca życia pracował jako profesor na Uniwersytecie w Helsinkach.